# 阿努尔夫一世 (巴伐利亚公爵)
阿努尔夫“恶人”（?—937年7月14日），利奥波丁家族成员，907年~937年任巴伐利亚公爵。

## 生平
阿努尔夫的出生年份尚不明确，有说法认为他应该是沿用了其他叫阿努尔夫的贵族的名字，因此应该出生于梅斯大主教阿努尔夫到卡洛林王朝国王阿努尔夫的时代 。阿努尔夫是巴伐利亚藩候利奥波丁和康妮甘迪之子。康妮甘迪是出身士瓦本行宮伯爵贝特霍尔德一世之女，来自阿拉豪芬家族，其兄长厄爾申格於915年获得了士瓦本公爵的头衔。
童子路易在位期间东法兰克王国王权衰落，藩候利奥波丁趁机在巴伐利亚扩张势力，继承了先前威爾漢米纳家族的统治地位。其势力范围包含了多瑙河畔的广大领域，包括雷根斯堡，并与诺德高地区接壤。

### 巴伐利亚公爵
在907年的普莱斯堡之戰中，面对阿尔帕德大公率领的马扎尔军，条顿人一败涂地，巴伐利亚统帅利奥波丁也以身殉国。阿努尔夫继承了父亲的领地，不久自封为巴伐利亚公爵 ，从而确立了巴伐利亚部落公国的地位。阿努尔夫精力充沛且勇猛好斗，广受当地贵族拥护和爱戴。然而从他继位一刻起匈牙利人对东法兰克的劫掠就从未停息。巴伐利亚、萨克森和图林根都深受其害。
为了筹措军费组建新军阿努尔夫把目光投向了教会，下令没收教会财产并对修道院征税，因此在中世纪编年史中留下了“恶人”的名声。在其励精图治之下，巴伐利亚打退了数次马扎尔人的小规模进攻，并且联合士瓦本在913年的因河之戰中奇袭了一支马扎尔劫掠部队。最终阿努尔夫与匈牙利人停战：巴伐利亚人向匈牙利人借道以入侵其他部落公国，作为交换匈牙利人不再袭击巴伐利亚。

### 帝国政治
在东法兰克王国内部阿努尔夫奉行自主独立政策，力求不受国王约束。尽管如此他还是参与了911年国王选举，在那次选举中康拉德一世最终当选。在康拉德与士瓦本公爵厄爾申格的冲突中阿努尔夫站在他舅舅一边，即便康拉德在913年娶了阿尔努夫的寡母康妮甘迪，二者的矛盾也未能消解。
916年康拉德率军入侵巴伐利亚并劫掠了雷根斯堡，阿努尔夫逃去投奔他之前的敌人匈牙利人。同年九月国王在霍黑纳尔泰姆召集巴伐利亚的主教们开会，以逐出教门为威胁要求阿努尔夫和其弟弟贝特霍尔德11月1日回雷根斯堡报到。阿努尔夫并没有服从这一决议，仍然和匈牙利人待在一起。会议同时判决厄爾申格出家，后者为了与国王和解决定出席会议，结果被抓获并于917年1月处决。
919年，康拉德一世去世，阿努尔夫卷土重来，驱逐了国王在巴伐利亚的势力。因为康拉德无后，阿努尔夫似乎再一次看到了继承王位的希望 。众所周知919年继任东法兰克王位的是捕鸟者亨利，然而有证据表明巴伐利亚人和其他一部分东法兰克人有可能选举阿努尔夫作为对立王。即便这样，作为国王的阿努尔夫也没有统治多久。亨利一世比他的前任更加强势，在921年两败阿尔努夫并围困了雷根斯堡。阿努尔夫被迫签下城下之盟，表示尊重亨利作为国王的权威。亨利也同意维持阿努尔夫在巴伐利亚的自治并享有诸多特权。

### 晚年

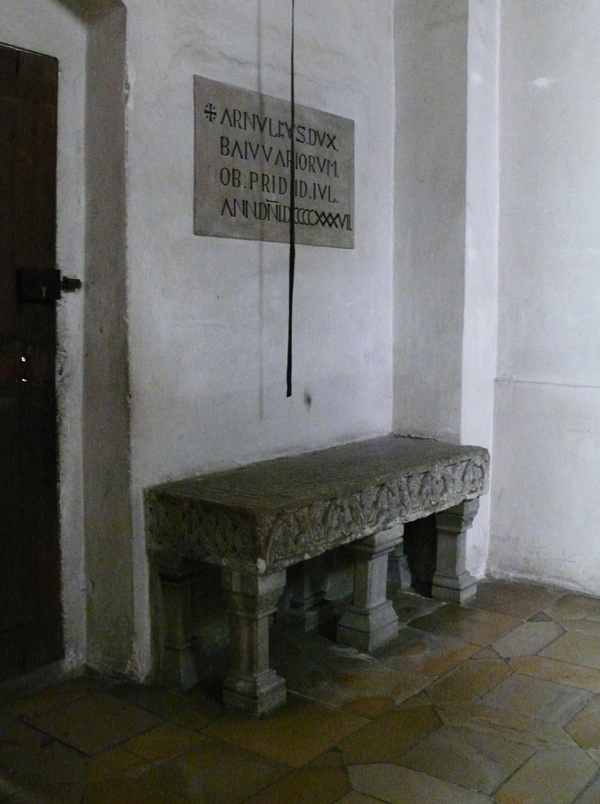
阿努尔夫在圣埃梅拉姆修道院的墓碑

928年阿努尔夫出兵协助亨利征伐波希米亞公爵瓦茨拉夫。933/934年，为了为儿子埃貝哈德争夺伦巴第铁王冠，阿努尔夫又与意大利国王普羅旺斯的烏戈兵戎相见，但最终战败。936年亨利一世去世后，其子奥托在亚琛主教座堂加冕为羅馬人民的國王，阿努尔夫也参加了这场加冕典礼。
阿努尔夫937年7月14日在雷根斯堡去世，其子埃贝哈德继任巴伐利亚公爵，但938年由于叛乱被罢免。阿努尔夫葬于圣埃梅拉姆修道院。1842年在瓦尔哈拉神殿中增设其纪念牌匾。 

## 婚姻和子嗣
历史学界曾认为阿努尔夫娶弗留利的尤迪思为妻。后者是温羅香格家族成员，弗留利公爵埃貝哈德之女。但有记载表明弗留利的尤迪思881年就去世了，而在这之后阿努尔夫依然有子女出生。有人猜测他的妻子为苏黎高的尤迪思。
阿努尔夫的子女包括：
- 埃貝哈德 (约912 –约940 )， 937年至938年任巴伐利亚公爵
- 阿努尔夫二世(约912 -954)，938年起任巴伐利亞普法尔茨伯爵
- 赫尔曼(?~954)
- 亨利
- 路德维希( 约930 ~974年以后)
- 尤迪思(？~984年以后)，嫁予奥托一世的弟弟亨利。[6]
- 一个女儿